# Aleksandra Laska
Aleksandra Laska (ur. 1952) – polska stylistka, projektantka mody, fotograf, scenograf i kostiumolog.

## Życiorys
Ukończyła Państwowe Liceum Plastyczne im. Józefa Kluzy w Zespole Państwowych Szkół Plastycznych w Krakowie. Początkowo studiowała w krakowskiej Akademii Sztuk Pięknych. W 1979 ukończyła studia na Akademii Sztuk Pięknych w Warszawie. Dyplom obroniła w zakresie grafiki warsztatowej, jednak z czasem zajęła się grafiką użytkową. 
Jest projektantem mebli i mebli-obiektów oraz architektem wnętrz wyposażonym w stricte architektoniczne myślenie. 
W 1978 wymyśliła fabularyzowaną płytę Łucji Prus Łucja Prus dzieciom. Od lat 80. zajmowała się zawodowo popkulturą, wymyśliła oryginalny sceniczny wizerunek i była stylistką gwiazd estrady, takich jak Maryla Rodowicz, Lady Pank, Budka Suflera, Majka Jeżowska, Małgorzata Ostrowska, grupa jazzmanów Krzesimira Dębskiego, Edyta Geppert, Hanna Banaszak, Irena Jarocka, Zdzisława Sośnicka, Ewa Podleś, Elżbieta Wojnowska i Baden Baden. W latach 1982–83 jako pierwsza w kraju kreowała publiczny wizerunek Urszuli. Projektowała okładki płyt i stroje, reżyserowała teledyski, filmy autorskie i fotografowała. Współpracowała z takimi fotografami jak Tomasz Sikora czy Antoni Zdebiak.
W latach 90. prowadziła własną filmową firmę producencką. Tworzyła performance i instalacje. W klubie kultury w Łazienkach Królewskich w Warszawie prowadziła galerię autorską pod szyldem „Świątynia Diany”. Zaprojektowała kostiumy i wymyśliła stylizację do serialu Fitness Club.
W kolejnych latach poświęciła się projektowaniu wnętrz i aranżacji przestrzeni. Tworzy obrazy – martwe natury i wnętrza, które rozgrywają się w trzech wymiarach. 
W latach 2008, 2010, 2011, 2013, 2015–2017 jej prace były prezentowane w albumie Andrew Martin Interior Design Review (Londyn), w którym publikowano zdjęcia i opisy prac 100 najbardziej wyróżniających się projektantów wnętrz z całego świata zdaniem Andrew Martina. W 2010 została nominowana do nagrody Projektanta Wnętrz Roku.

## Stylizacje
| Rok  | Płyta/kaseta                                          | Artysta             | Wydawnictwo             |
| ---- | ----------------------------------------------------- | ------------------- | ----------------------- |
| 1978 | Łucja Prus dzieciom                                   | Łucja Prus          | Wifon                   |
| 1979 | Nasza Basia Kochana                                   | Nasza Basia Kochana | Polskie Nagrania „Muza” |
| 1981 | Jadę w świat                                          | Majka Jeżowska      | Wifon                   |
| 1981 | „Najpiękniejsza w klasie” / „Deszcze z zielonych lat” | Majka Jeżowska      | Wifon                   |
| 1981 | Łucja Prus                                            | Łucja Prus          | Wifon                   |
| 1983 | Urszula                                               | Urszula             | Savitor                 |
| 1983 | „Slowly Walking”                                      | Urszula             | Utopia Music            |
| 1984 | Urszula (kaseta)                                      | Urszula             | Polmark                 |
| 1985 | Марыля Родович                                        | Maryla Rodowicz     | Мелодия                 |
| 1986 | Gejsza nocy                                           | Maryla Rodowicz     | Polskie Nagrania „Muza” |
| 1986 | „Jaka róża, taki cierń”                               | Edyta Geppert       | Polskie Nagrania „Muza” |
| 1986 | Edyta Geppert Recital – Live                          | Edyta Geppert       | Pronit                  |
| 1987 | Live Hits 87                                          | Lombard             | Polton                  |
| 1987 | Wibracje                                              | Majka Jeżowska      | Polskie Nagrania „Muza” |
| 1987 | Edyta Geppert (kaseta)                                | Edyta Geppert       | Polskie Nagrania „Muza” |
| 1987 | Irena Jarocka                                         | Irena Jarocka       | Polskie Nagrania „Muza” |
| 1987 | Urodziny                                              | Edward Stachura     | Polton                  |
| 1989 | Alber                                                 | Henryk Alber        | Polskie Nagrania „Muza” |
| 1989 | Mniejsze zło                                          | Barbara Sikorska    | Gig Records             |
| 1995 | Ręce precz od snów                                    | Jola Kaczmarek      | Digiton                 |

## Spektakle teatralne
| Data premiery | Tytuł                | Autor                | Forma twórczości            | Reżyser                       | Teatr                                            |
| ------------- | -------------------- | -------------------- | --------------------------- | ----------------------------- | ------------------------------------------------ |
| 1982-12-19    | Parawany             | Jean Genet           | współpraca kostiumologiczna | Jerzy Grzegorzewski           | Teatr Studio im. Stanisława Ignacego Witkiewicza |
| 2001-06-19    | Tylko raz w życiu    | Dmitrij Szostakowicz | dekoracje i kostiumy        | Elwira Piorun, Karol Urbański | Teatr Wielki w Warszawie                         |
| 2012-04-20    | Nancy. Wywiad        |                      | kostiumy                    | Claude Bardouil               | Nowy Teatr w Warszawie                           |
| 2015-01-30    | Exhausted/Wyczerpani |                      | kostiumy                    | Claude Bardouil               | Nowy Teatr w Warszawie                           |